# Knooppunt Grâce-Hollogne
Knooppunt Grâce-Hollogne is een verkeerswisselaar (of verkeersknooppunt) in de Belgische provincie Luik. Hier komen de A604 en de A15/E42 samen. Knooppunt Grâce-Hollogne is een onvolledig klaverblad.
| Aansluitende wegen                           | Aansluitende wegen | Aansluitende wegen | Aansluitende wegen | Aansluitende wegen                                               |
| -------------------------------------------- | ------------------ | ------------------ | ------------------ | ---------------------------------------------------------------- |
| N630a(N637) richting Liege Airport / Hannuit |                    |                    |                    | richting E25 Luik / Maastricht E40 Aken / Brussel E313 Antwerpen |
|                                              |                    |                    |                    |                                                                  |
|                                              |                    |                    |                    |                                                                  |
|                                              |                    |                    |                    |                                                                  |
| richting Namen / Charleroi / Bergen          |                    |                    |                    | richting Grâce-Hollogne / Seraing                                |

Aalbeke · Antwerpen-Centrum · Antwerpen-Haven · Antwerpen-Noord · Antwerpen-Oost · Antwerpen-West · Antwerpen-Zuid · Arquennes · Battice · Beaufays · Beveren · Bois-d'Haine · Brugge · Cerexhe · Charleroi-Nord · Charleroi-Sud · Cheratte · Daussoulx · Destelbergen · Doornik · Familleureux · Fexhe-Slins · Gent-Centrum · Gouy · Grâce-Hollogne · Groot-Bijgaarden · Hautrage · Hauts-Sarts · Heppignies · Heverlee · Hoog-Itter · Houdeng-Goegnies · Jabbeke · Jemappes · Kortrijk-West · Kortrijk-Zuid · Leonardkruispunt · Loncin · Lummen · Machelen · Marcinelle · Marquain · Merelbeke · Moorsele · Neufchâteau · Ranst · Sint-Stevens-Woluwe · Strombeek-Bever · Thiméon · Ville-sur-Haine · Vottem · Wilrijk-Valaar · Zaventem · Zwijnaarde